# A dos voces
A dos voces és un programa televisiu argentí sobre debats polítics, emès al senyal de cable Todo Noticias, transmès els dimecres a les 22.00 (repetit els dijous a la 1.00) i conduït per Marcelo Bonelli i Edgardo Alfano. També foren conductors del programa Gustavo Sylvestre (1995-2011) i Luis Majul (1993-1995).
El programa va ser diverses vegades premiat com a millor producció integral i com a millor programa periodístic, tant als Premis Martín Fierro de cable com en altres premis. Als Martín Fierro de 2011, per part seva, el programa va guanyar un reconeixement especial pels seus quinze anys.

## Conductors
| Conductor         | Període   |
| ----------------- | --------- |
| Marcelo Bonelli   | 1993-     |
| Edgardo Alfano    | 2011-     |
| Luis Majul        | 1993-1995 |
| Gustavo Sylvestre | 1996-2011 |

## Debats
Quan en 1996 s'elegia per primera vegada vot directe al Cap de Govern de la ciutat de Buenos Aires, el programa va organitzar el debat preelectoral amb la participació de Fernando de la Rúa de la UCR, Norberto La Porta del Frepaso, Gustavo Béliz de Nueva Dirigencia i l'aleshores intendent, Jorge Domínguez del Partit Justicialista.
El 2000 els debats que va organitzar A dos voces previs a l'elecció per a Cap de Govern van ser, abans de la primera volta amb Irma Roy, Raúl Granillo Ocampo, Cartaña, Aníbal Ibarra, per l'Alianza i Domingo Cavallo per Acción por la República i abans de la segona volta, solament els dos últims i Ibarra va resultar escollit. En el debat previ a l'elecció de 2003 van debatre Aníbal Ibarra que buscava -i va obtenir- la seva reelecció, Mauricio Macri, Patricia Bullrich i Luis Zamora.
El 2011 no va poder realitzar-se el debat perquè Daniel Filmus, candidat del Frente para la Victoria no va acceptar fer-ho contra el propi Macri i Pino Solanas. A aquesta elecció va guanyar Macri.